# Bejucos
Bejucos es un barrio ubicado en el municipio de Isabela en el estado libre asociado de Puerto Rico. En el Censo de 2010 tenía una población de 5.055 habitantes y una densidad poblacional de 723,94 personas por km².

## Geografía
Bejucos se encuentra ubicado en las coordenadas 18°29′47″N 67°2′31″O / 18.49639, -67.04194. Según la Oficina del Censo de los Estados Unidos, Bejucos tiene una superficie total de 6.98 km², de la cual 6.97 km² corresponden a tierra firme y (0.15%) 0.01 km² es agua.

## Demografía
Según el censo de 2010, había 5.055 personas residiendo en Bejucos. La densidad de población era de 723,94 hab./km². De los 5.055 habitantes, Bejucos estaba compuesto por el 80.26% blancos, el 7.89% eran afroamericanos, el 0.24% eran amerindios, el 0.1% eran asiáticos, el 8.07% eran de otras razas y el 3.44% pertenecían a dos o más razas. Del total de la población el 99.13% eran hispanos o latinos de cualquier raza.